# ...Без да је оставио адресу
...Без да је оставио адресу (фр. ...Sans laisser d'adresse) је француска комедија из 1951. године у режији Жан-Пола ле Шаноа.

## Радња
Тереза има дете које је отац напустио не оставивши адресу, једино зна да је отишао у Париз. Како би га пронашла ангажује таксисту Емила.

## Улоге
| Глумац          | Улога                 |
| --------------- | --------------------- |
| Бернар Блије    | Емил Готје            |
| Данијеле Делорм | Тереза Равена         |
| Пјер Трабо      | Гастон                |
| Арлет Маршал    | Мадам Форестир        |
| Пјер Монди      | Форестијеров пријатељ |
| Жилијет Греко   | Певачица              |
| Пол Виле        | Виктор                |
| Ивет Етијеван   | Андријен Готје        |
| Софи Леклер     | Ремонд                |
| Жерар Ури       | Новинар               |
| Френс Рош       | Кетрин                |
| Жилијен Карет   | Мајстор               |
| Кристијан Луд   | Марсел Форестје       |
| Луј де Финес    | Будући отац           |

## Награде
Филм ...Без да је оставио адресу је на првом Берлинском филмском фестивалу освојио награду Златни медвед.